# ダカール州
ダカール州（ダカールしゅう、Región de Dakar）は、セネガルの首都ダカール市がある州。セネガル西部に位置し、大西洋に面している。
面積は国内最小の535km2だが、人口は国内最大の4,004,427人（2023年国勢調査）である。セネガルをはじめ、西アフリカ諸国最大の近代的な州であり、中心的な州である。西端にはアフリカ大陸最西端のヴェルデ岬（Cap Vert）がある。

## 歴史
フランス領西アフリカ時代はヴェルデ岬圏（Cercle）であった。1960年の独立により圏から州に改編された。当時はダカール県のみで構成され、6郡に分けられていた。1984年3月24日、ヴェルデ岬州からダカール州に改名された。またダカール県からピキン県とリュフィスク県が分離した。
2002年2月21日にゲジャワイ県が、2021年5月28日にクル・マサール県がそれぞれピキン県から分離し、5県となった。

## 隣接州
- ティエス州

## 下位行政区画

2025年時点のダカール州の行政区画

2021年5月以降、ダカール県、ピキン県、ゲジャワイ県、クル・マサール県、リュフィスク県の5つの県からなる。